# Echinorhynchus nardoi
Echinorhynchus nardoi är en hakmaskart som beskrevs av Raffaele Molin 1859. Echinorhynchus nardoi ingår i släktet Echinorhynchus och familjen Echinorhynchidae. Inga underarter finns listade i Catalogue of Life.